# 普律尼科司
普律尼科司（英語：Phrynichus (tragic poet)），约活动于公元前6世纪至公元前5世纪前后。古希腊雅典的悲剧诗人之一。古代作家认为他与塞斯皮斯一道发明了悲剧。他于公元前511年至公元前508年首次获胜。他是把同时代事件作为创作主题的第一人。现只存有少量剧目的残篇，其中的一部是关于波斯攻占米利都的作品（公元前492年上演）。他因为在酒神节上惹怒了雅典人而被重罚。另一部为历史剧《腓尼基妇女》。还著有以神话为主题的悲剧。他也是首位表现女性角色（采用女性面具）的悲剧诗人。

## 扩展阅读
- Buckham, Philip Wentworth, Theatre of the Greeks （页面存档备份，存于）, 1827.
- The Oxford Classical Dictionary, p. 1177.
- 本条目包含来自公有领域出版物的文本: Chisholm, Hugh (编).  (第11版). London: Cambridge University Press. 1911.